# Platycoelia burmeisteri
Platycoelia burmeisteri är en skalbaggsart som beskrevs av Gilbert John Arrow 1899. Platycoelia burmeisteri ingår i släktet Platycoelia och familjen Rutelidae. Inga underarter finns listade i Catalogue of Life.